# موئربوک-وه
شهر موئربوک-وه (به فرانسوی: Moerbeke-Waas) در شهرستان گان  در استان فلاندری شرقی  در منطقه فلاندری در کشور بلژیک واقع شده‌است.

## نگارخانه

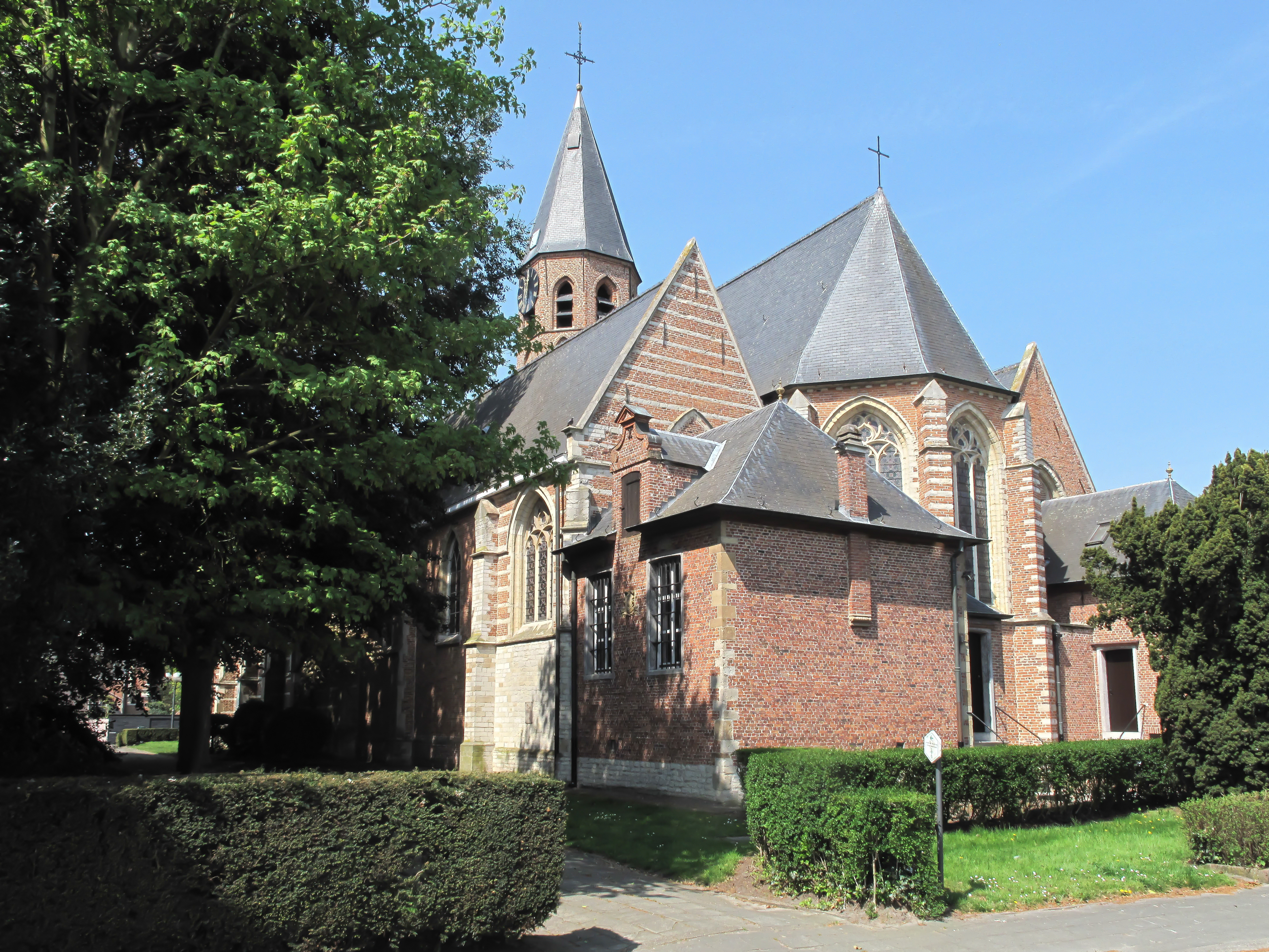
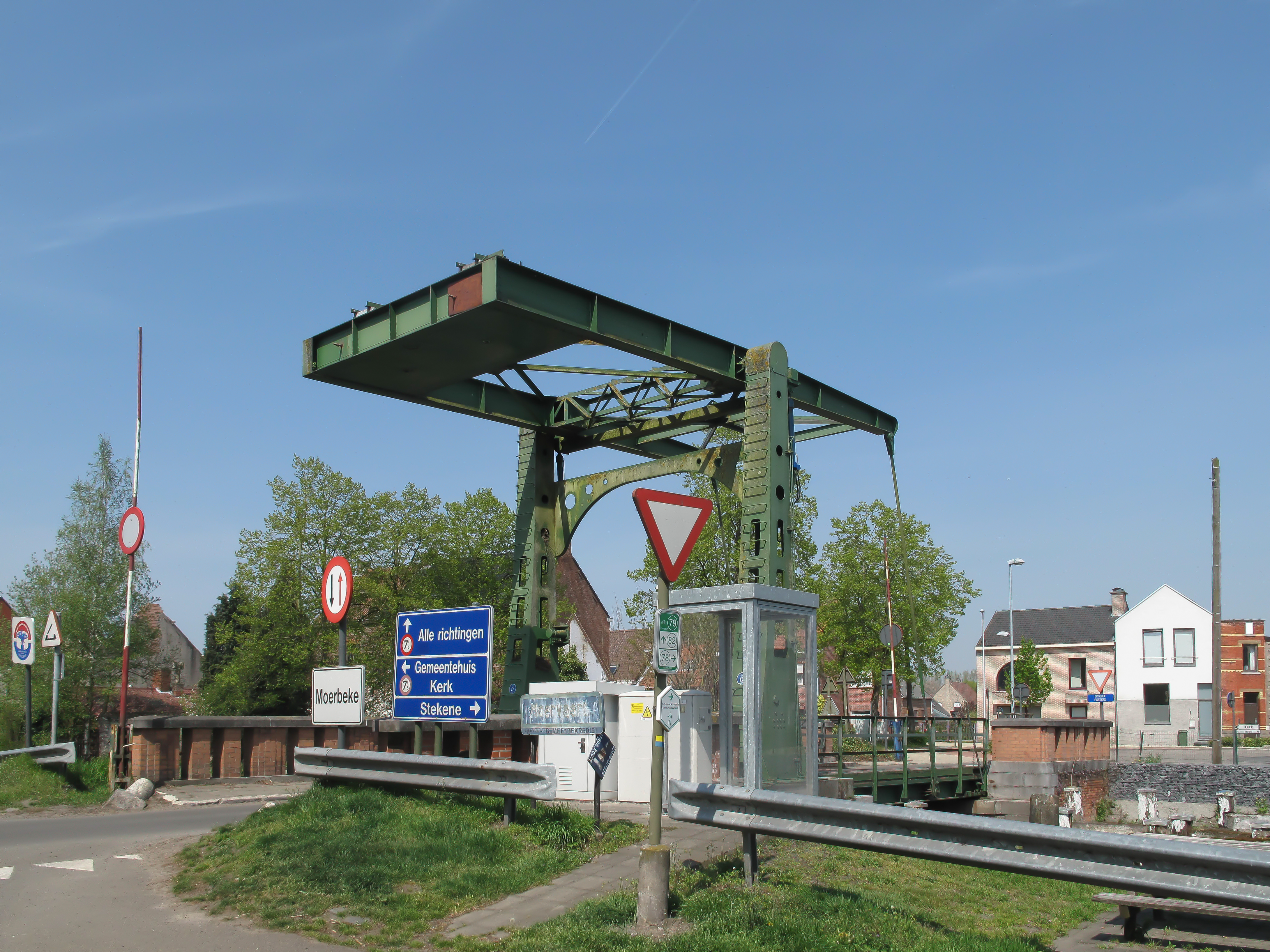
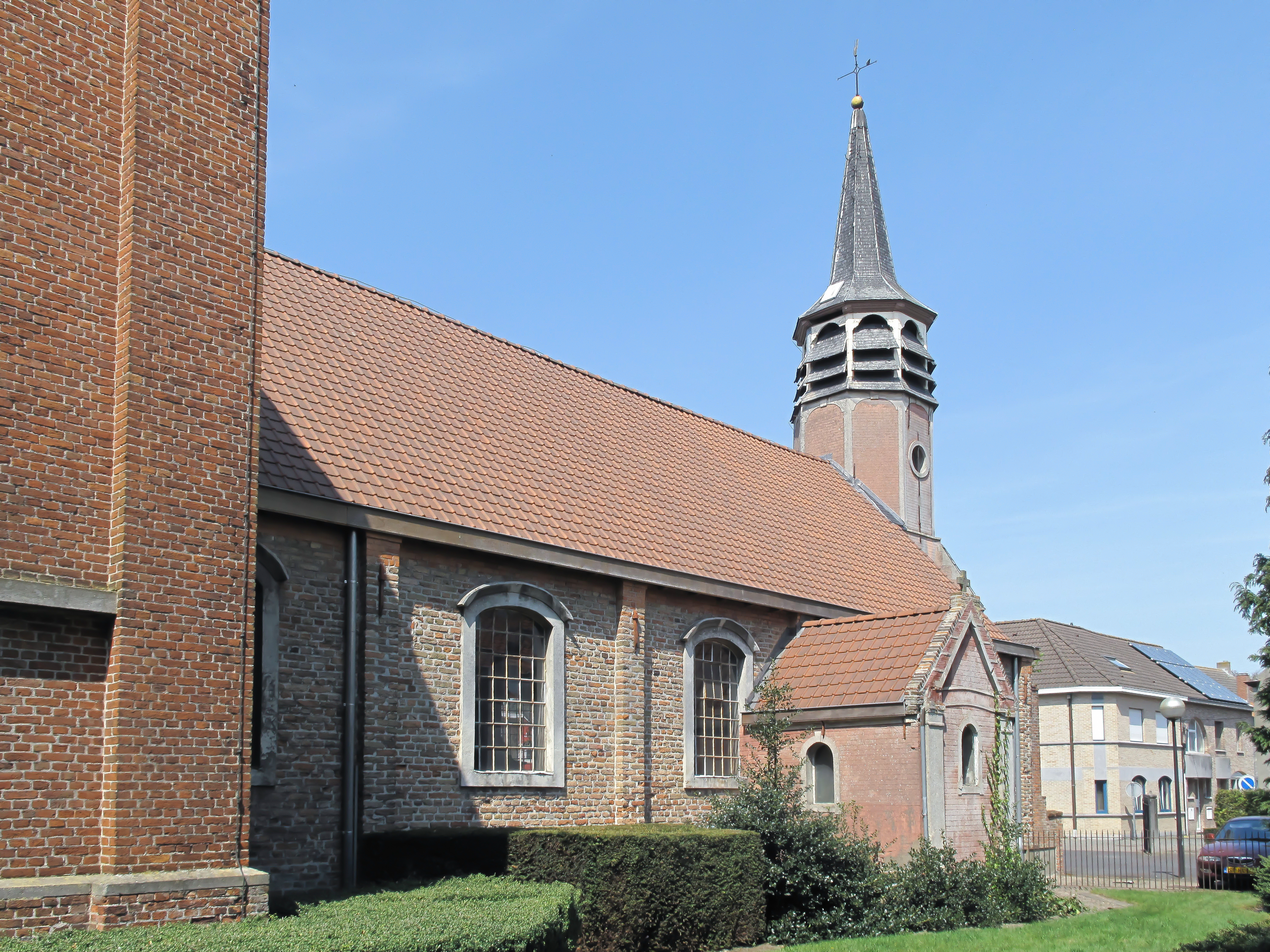